# Friction Stir Welding
La Friction Stir Welding (FSW) è un tipo di saldatura per attrito allo stato solido in cui nel materiale da saldare non viene raggiunta la temperatura di fusione. La FSW è utilizzata principalmente per unire leghe d'alluminio altrimenti difficilmente saldabili con altre tecniche. È stata inventata nel 1991 dal The Welding institute (TWI) di Cambridge.

## Principio di funzionamento
Il cordone di saldatura è formato da un utensile cilindrico. Questo ha un perno nella parte terminale che può presentare una filettatura. Il perno, ruotando genera attrito, quindi calore. Quest'ultimo rende plastico il materiale, che, ricristallizzandosi, unisce i due pezzi. La dimensione media dei grani ricristallizzati sarà molto piccola, facendo aumentare le caratteristiche meccaniche.
Le temperature che si raggiungono sono circa pari al 75 - 80% della temperatura di fusione.

## Applicazioni
La FSW è utilizzata in campo aerospaziale per saldare il serbatoio esterno dello Space Shuttle e in alcuni razzi vettori. Nel settore aeronautico essa viene utilizzata per saldare leghe d'alluminio in sostituzione della rivettatura.